# 2017年世界游泳錦標賽跳水比賽
2017年世界游泳錦標賽跳水比賽是於7月14日至7月22日之間在匈牙利布達佩斯多瑙河體育館舉辦的體育賽事。

## 賽程表
總共舉行13項賽事。
- 所有時間皆為歐洲中部夏令時間（UTC+2）。

| 日期          | 時間  | 賽事                   |
| ------------- | ----- | ---------------------- |
| 2017年7月14日 | 11:00 | 男子1公尺跳板預賽      |
| 2017年7月14日 | 16:00 | 女子1公尺跳板預賽      |
| 2017年7月15日 | 10:00 | 男子雙人3公尺跳板預賽  |
| 2017年7月15日 | 13:00 | 混合10公尺跳台決賽     |
| 2017年7月15日 | 16:00 | 女子1公尺跳板決賽      |
| 2017年7月15日 | 18:30 | 男子雙人3公尺跳板決賽  |
| 2017年7月16日 | 10:00 | 女子雙人10公尺跳台預賽 |
| 2017年7月16日 | 15:45 | 男子1公尺跳板決賽      |
| 2017年7月16日 | 18:30 | 女子雙人10公尺跳台決賽 |
| 2017年7月17日 | 10:00 | 女子雙人3公尺跳板預賽  |
| 2017年7月17日 | 13:00 | 男子雙人10公尺跳台預賽 |
| 2017年7月17日 | 16:00 | 女子雙人3公尺跳板決賽  |
| 2017年7月17日 | 18:30 | 男子雙人10公尺跳台決賽 |
| 2017年7月18日 | 10:00 | 女子10公尺跳台預賽     |
| 2017年7月18日 | 15:30 | 女子10公尺跳台準決賽   |
| 2017年7月18日 | 18:30 | 團體賽決賽             |
| 2017年7月19日 | 10:00 | 男子3公尺跳板預賽      |
| 2017年7月19日 | 15:30 | 男子3公尺跳板準決賽    |
| 2017年7月19日 | 18:30 | 女子10公尺跳台決賽     |
| 2017年7月20日 | 10:00 | 女子3公尺跳板預賽      |
| 2017年7月20日 | 15:30 | 女子3公尺跳板準決賽    |
| 2017年7月20日 | 18:30 | 男子3公尺跳板決賽      |
| 2017年7月21日 | 10:00 | 男子10公尺跳台預賽     |
| 2017年7月21日 | 15:30 | 男子10公尺跳台準決賽   |
| 2017年7月21日 | 18:30 | 女子3公尺跳板決賽      |
| 2017年7月22日 | 14:00 | 混合3公尺跳板決賽      |
| 2017年7月22日 | 17:00 | 男子10公尺跳台決賽     |

## 獎牌榜
| 排名 | 国家／地区 | 金牌 | 银牌 | 铜牌 | 總數 |
| ---- | ---------- | ---- | ---- | ---- | ---- |
| 1    | 中国       | 8    | 5    | 2    | 15   |
| 2    | 俄罗斯     | 1    | 2    | 2    | 5    |
| 3    | 英国       | 1    | 2    | 0    | 3    |
| 4    | 马来西亚   | 1    | 0    | 1    | 2    |
| 5    |            | 1    | 0    | 0    | 1    |
| 5    | 法国       | 1    | 0    | 0    | 1    |
| 7    | 加拿大     | 0    | 1    | 2    | 3    |
| 8    | 德国       | 0    | 1    | 1    | 2    |
| 8    | 朝鲜       | 0    | 1    | 1    | 2    |
| 10   | 墨西哥     | 0    | 1    | 0    | 1    |
| 11   | 意大利     | 0    | 0    | 2    | 2    |
| 12   | 乌克兰     | 0    | 0    | 1    | 1    |
| 12   | 美国       | 0    | 0    | 1    | 1    |
| 總計 | 總計       | 13   | 13   | 13   | 39   |

## 各項成績

### 男子
| 項目                    | 金牌                                           | 金牌   | 银牌                                         | 银牌   | 铜牌                                   | 铜牌   |
| 1公尺跳板 （詳細）      | 彭健烽 · 中国                                  | 448.40 | 何超 · 中国                                  | 447.20 | 乔瓦尼·托奇 · 意大利                   | 444.25 |
| 3公尺跳板 （詳細）      | 謝思埸 · 中国                                  | 547.10 | 派屈克·豪斯丁 · 德国                         | 526.15 | 伊利亚·扎哈罗夫 · 俄罗斯               | 505.90 |
| 10公尺跳台 （詳細）     | 湯姆·戴利 · 英国                               | 590.95 | 陳艾森 · 中国                                | 585.25 | 楊健 · 中国                            | 565.15 |
| 雙人3公尺跳板 （詳細）  | 俄罗斯 · 叶夫根尼·库兹涅佐夫 · 伊利亚·扎哈罗夫 | 450.30 | 中国 · 曹緣 · 謝思埸                         | 443.40 | 乌克兰 · 奥列格·科洛季 · 伊利亚·克瓦沙 | 429.99 |
| 雙人10公尺跳台 （詳細） | 中国 · 陳艾森 · 楊昊                           | 498.48 | 俄罗斯 · 亚历山大·邦达尔 · 維克托·米尼巴耶夫 | 458.85 | 德国 · 派屈克·豪斯丁 · 薩沙·克萊因     | 440.82 |

### 女子
| 項目                    | 金牌                   | 金牌   | 银牌                                            | 银牌   | 铜牌                                           | 铜牌   |
| 1公尺跳板 （詳細）      | 麦迪逊·基尼 ·          | 314.95 | 娜傑日達·巴任娜 · 俄罗斯                        | 304.70 | 埃莱娜·贝尔托基 · 意大利                       | 296.40 |
| 3公尺跳板 （詳細）      | 施廷懋 · 中国          | 383.50 | 王涵 · 中国                                     | 359.40 | 珍妮弗·阿貝爾 · 加拿大                         | 351.55 |
| 10公尺跳台 （詳細）     | 張俊虹 · 马来西亚      | 397.50 | 司雅杰 · 中国                                   | 396.00 | 任茜 · 中国                                    | 391.95 |
| 雙人3公尺跳板 （詳細）  | 中国 · 昌雅妮 · 施廷懋 | 333.30 | 加拿大 · 珍妮弗·阿貝爾 · 梅麗莎·西特里尼-博利約 | 323.43 | 俄罗斯 · 娜傑日達·巴任娜 · 克里斯季娜·伊利内赫 | 312.60 |
| 雙人10公尺跳台 （詳細） | 中国 · 任茜 · 司雅杰   | 352.56 | 朝鲜 · 金美萊 · 金國香                          | 336.48 | 马来西亚 · 張俊虹 · 潘德莉拉                   | 328.74 |

### 混合
| 項目                    | 金牌                             | 金牌   | 银牌                                         | 银牌   | 铜牌                                          | 铜牌   |
| 雙人3公尺跳板 （詳細）  | 中国 · 王涵 · 李政               | 323.70 | 英国 · 格蕾丝·里德 · 湯姆·戴利               | 308.04 | 加拿大 · 珍妮弗·阿貝爾 · 弗朗索瓦·安博-迪拉克 | 297.72 |
| 雙人10公尺跳台 （詳細） | 中国 · 任茜 · 練俊杰             | 352.98 | 英国 · 洛伊丝·图尔森 · 马提·李               | 323.28 | 朝鲜 · 金美萊 · 玄一明                        | 318.12 |
| 團體賽 （詳細）         | 法国 · 劳拉·马里诺 · 馬修·羅塞特 | 406.40 | 墨西哥 · 比维安娜·德尔安赫尔 · 罗梅尔·帕切科 | 402.35 | 美国 · 克里斯塔·帕默 · 大卫·汀斯摩            | 395.90 |

## 參賽國家和地區
- 亚美尼亚（3）
- （10）
- 奥地利（1）
- 白俄罗斯（5）
- 巴西（6）
- 加拿大（11）
- 智利（2）
- 中国（17）
- 哥伦比亚（10）
- 克罗地亚（2）
- 古巴（6）
- （1）
- 埃及（6）
- 芬兰（3）
- 法国（4）
- （2）
- 德国（12）
- 英国（12）
- 匈牙利（5）
- 爱尔兰（1）
- 意大利（11）
- 牙买加（1）
- 日本（5）
- 立陶宛（2）
- 中国澳门（4）
- 马来西亚（8）
- 墨西哥（16）
- 荷兰（4）
- 新西兰（4）
- 朝鲜（5）
- 波多黎各（1）
- 波兰（3）
- 罗马尼亚（2）
- 俄罗斯（12）
- 南非（4）
- 塞尔维亚（1）
- 新加坡（4）
- 韩国（6）
- 西班牙（3）
- 瑞士（6）
- 乌克兰（12）
- 美国（16）
- （3）
- 委内瑞拉（4）

## 外部連結
- 官方网站